# Bitxac de Stoliczka
El bitxac de Stoliczka (Saxicola macrorhynchus) és una espècie d'ocell de la família dels muscicàpids (Muscicapidae) Es troba a la zona semiàrida del nord-oest de l'Índia i l'est del Pakistan. El seu estat de conservació es considera vulnerable.
El nom específic de Stoliczka fa referència al doctor Ferdinand Stoliczka (1838-1874), zoòleg, geòleg i paleontòleg txec, col·leccionista a l'Himàlaia, que va morir a la segona missió de Yarkand.